# Bohtar
Bohtar (tádzsik írással:  Бохтар), 2018-ig Kurgonteppa (Қурғонтеппа), korábban Kurgan-Tyube (Курган-Тюбе) város Tádzsikisztán délnyugati részén, Hatlon tartomány közigazgatási központja. A város a tádzsik fővárostól, Dusanbétól 100 km-re délre, a Vahs folyó völgyében fekszik. Lakossága 2006-os becslés szerint 85 ezer fő körüli, ezzel Tádzsikisztán harmadik legnépesebb városa.